# Hilara heixu
Hilara heixu är en tvåvingeart som beskrevs av Grootaert, Yang och Zhang 2003. Hilara heixu ingår i släktet Hilara och familjen dansflugor. Inga underarter finns listade i Catalogue of Life.